# Charles Perrault
Charles Perrault (n. 12 ianuarie 1628, Paris, Regatul Franței – d. 16 mai 1703, Paris, Regatul Franței) a fost un poet francez, scriitor de proză și povestitor, membru de frunte al Academiei Franceze, care a avut un rol de frunte preponderent în disputa literară, cunoscută sub numele de „Cearta dintre antici și moderni”. 

## Biografie
Charles Perrault a devenit celebru prin poveștile lui pentru copii: Cenușăreasa, Scufița Roșie, Motanul încălțat, Contes de ma mère l'oye („Poveștile mamei mele gâsca”), Barbă albastră, Tom Degețelul.
A fost avocat de profesie. Și-a câștigat reputația literară prin 1660 cu niște versuri ușoare și poezii de dragoste și și-a petrecut restul vieții promovând studierea literaturii și a artei. A devenit membru al Academiei Franceze, care s-a divizat curând după cearta dintre antici și moderni, în 1671. Perrault susținea vederile modernilor pentru progresul civilizației. Poemul său, Le siècle de Louis de Grand (1687: „Epoca lui Ludovic cel Mare”) pune scriitori ca Molière și François de Malherbe deasupra unor scriitori clasici ai Greciei antice și Romei.
Încântătoarele povești din Mama Gâscă au fost scrise ca să-i distreze pe copiii lui. Poveștile lui reprezintă versiunea modernă a unor povești populare aproape uitate, repovestite de Perrault într-un stil simplu și firesc.

## Povestiri
- La Marquise de Salusses ou la Patience de Griselidis
- Les Souhaits ridicules
- Piele de măgar (povestire) (Peau d'âne)
- Frumoasa adormită (La Belle au bois dormant) cunoscută inițial ca Frumoasa din pădurea adormită.